# Wes Craven's New Nightmare
Wes Craven's New Nightmare is een Amerikaanse horrorfilm uit 1994 onder regie van Wes Craven.

## Verhaallijn
Heather Langenkamp speelt zichzelf in deze fictieve film. Heather is gelukkig getrouwd en heeft een zoon. Op straat wordt ze nog altijd herkend als Nancy Thompson. Ze krijgt dagelijks dreigende telefoontjes van een opdringerige bewonderaar.
Terwijl haar man Chase naar het werk gaat, moet Heather naar een praatprogramma. Ondertussen zorgt de oppas Julie op hun zoon, Dylan. Heather krijgt bij dit programma een reünie met Robert Englund, de man die ooit Freddy Krueger speelde. Na het programma komt ze erachter dat Wes Craven een nieuw scenario voor de reeks schrijft en Heather erin wil. Ze weigert, wegens haar kind.
Eenmaal thuis ziet ze haar zoon die zich vreemd gedraagt en zinnen zegt die ook Freddy in de films heeft geciteerd. Heather is radeloos en belt naar haar man. Hij neemt onmiddellijk de auto naar huis, maar onderweg valt hij in slaap en wordt aangevallen door Freddy Krueger. Freddy vermoordt de man...
Onmiddellijk gaat Heather naar het ziekenhuis. Hoewel de dokters zeggen dat het een auto-ongeluk was, ziet ze opmerkelijke wonden... Wonden die Freddy weleens had kunnen maken! Tot overmaat van ramp wordt Heather nu ook verdacht van lichamelijke mishandeling en andere problemen binnen de familie, wanneer haar zoon zich steeds opmerkelijker begint te gedragen.
Heather komt er al snel achter dat Freddy nog in leven is en voornamelijk achter Dylan aanzit. Er is dan ook maar één manier om Freddy te vernietigen: door voor de laatste keer in de huid van Nancy Thompson te kruipen!

## Rolverdeling
| Acteur             | Personage                  |
| ------------------ | -------------------------- |
| Heather Langenkamp | Zichzelf / Nancy Thompson  |
| Robert Englund     | Zichzelf / Freddy Krueger  |
| Miko Hughes        | Dylan Porter               |
| David Newsom       | Chase Porter               |
| Tracy Middendorf   | Julie                      |
| Wes Craven         | Zichzelf                   |
| Robert Shaye       | Zichzelf                   |
| John Saxon         | Zichzelf / Donald Thompson |
| Tuesday Knight     | Zichzelf                   |

## Achtergrond
De film werd geproduceerd onder de werktitel A Nightmare on Elm Street 7: The Ascension. Wes Craven wilde met deze film de reeks terugbrengen naar zijn oorsprong, daar de vorige films allemaal te cartoonachtig waren geworden volgens hem. Krueger is in deze film een stuk grimmiger en minder komisch dan in de vorige films.
Wes Craven's New Nightmare kon op betere kritieken rekenen dan de voorgaande paar films. Qua opbrengst was de film echter geen groot succes.